# 計画整備専門官
計画整備専門官（けいかくせいびせんもんかん）は、文部科学省文教施設企画・防災部施設助成課に置かれる職員のひとつ。公立の学校施設の計画的整備に関する専門的事項についての調査、指導及び助言に当たる（文部科学省組織規則第12条第2項）。